# Phthinia mira
Phthinia mira är en tvåvingeart som först beskrevs av Ostroverkhova 1977.  Phthinia mira ingår i släktet Phthinia, och familjen svampmyggor. Arten är reproducerande i Sverige.